# テレビ爆笑10年史
『テレビ爆笑10年史』（テレビばくしょうじゅうねんし）は、1970年7月14日にフジテレビ製作の『テレビグランドスペシャル』（第2期）で放送された演芸番組である。

## 概要
1959年3月のフジテレビ開局から11年の間に同局放送番組をにぎわせてきた芸人たちを招き、各々の十八番を披露してもらった番組。オープニングではステージに寄席風のセットを組み、参加芸人の1人がそこで芸を披露していると、別の参加芸人が前の芸人を突き飛ばしながら現れて芸を披露。これを繰り返していき、最後に司会のコロムビア・トップ・ライトが登場してトリオ・スカイラインと一悶着を起こす。そしてトップ・ライトが「しょうがないね、もう」とぼやいた後、番組は彼らによるタイトルコールとファンファーレ(映画『ベン・ハー』のテーマ）とともにステージからセットを外してスタートした。
単発特番かつ、この当時のVTRは高価で使い回しが通例だった2インチ規格であり同時期の番組の大半の映像は残されていない中、開局記念番組という特殊性もあり映像が保存されフジテレビに現存する。このため、1997年4月6日放送の『ザッツお台場エンターテイメント!』第7夜、2009年2月28日放送の『バラエティルーツの旅・あなたがいたから僕がいる 半世紀大感謝祭!!』などの後年の開局記念番組で取り上げられている。

## 参加芸人
- コント55号
- てんぷくトリオ
- 立川談志
- 京唄子・鳳啓助
- 初代林家三平
- 獅子てんや・瀬戸わんや
- 牧伸二
- かしまし娘
- Wけんじ
- ドンキーカルテット
- 月の家円鏡（後の八代目橘家圓蔵）
- 五代目三遊亭圓楽
- 三遊亭歌奴（後の三代目圓歌）
- 東京ぼん太
- ナンセンストリオ
- トリオ・スカイライン